# Chelys Galactica
Chelys Galactica är en fiktiv sköldpaddsart skapad av Terry Pratchett.

## Storlek
Chelys Galactica är Skivvärldens största sköldpaddsart, och en sköldpadda vid namn A'tuin bär upp hela skivan. Ovanpå de flesta sådana sköldpaddor finns fyra enorma elefanter.